# Tobias Robertus Thalen
Tobias Robert Thalén (Köping, 28 de dezembro de 1827 — Upsália, 27 de julho de 1905) foi um físico sueco.
Foi professor de física na Universidade de Estocolmo. Svante Arrhenius foi seu aluno.
Recebeu a Medalha Rumford de 1884, por suas pesquisas espectroscópicas.